# Pericoma incrustans
Pericoma incrustans är en tvåvingeart som beskrevs av Vaillant 1978. Pericoma incrustans ingår i släktet Pericoma och familjen fjärilsmyggor. Inga underarter finns listade i Catalogue of Life.